# Bad Vilbel
Bad Vilbel er en kurby med mineralkilder i Wetteraukreis i den tyske delstat Hessen. Den ligger ca. 8 km nordøst for Frankfurt am Main.
Bad Vilbel kendes på skrift fra 774 men der er gjort meget ældre fund, der viser tidligere beboelse i området.

## Venskabsbyer
- Glossop (Derbyshire, United Kingdom)
- Moulins (Frankrig)
- Brotterode (Thüringen, Tyskland)
- Eldoret (Kenya)

- Alte Rathaus (det gamle rådhus)
- Friedrich-Karl-Sprudel Brunnentempel i Kurparken